# Earl Ray Tomblin
Earl Ray Tomblin, né le 15 mars 1952 dans le comté de Logan (Virginie-Occidentale), est un homme politique américain.
Membre du Parti démocrate, il devient gouverneur de Virginie-Occidentale le 15 novembre 2010 en sa qualité de président du Sénat de Virginie-Occidentale, à la suite de la démission de Joe Manchin, élu au Sénat des États-Unis. Élu puis réélu, il reste en fonction jusqu'au 16 janvier 2017.

## Biographie
Earl Ray Tomblin est élu de la législature de la Virginie-Occidentale dès 1974, d'abord à la Chambre des délégués puis au Sénat à partir de 1980. En 1995, il devient président du Sénat. C'est à ce titre qu'il succède le 15 novembre 2010 comme gouverneur de l'État à Joe Manchin, démissionnaire après son élection au Sénat des États-Unis. La cour suprême de l'État estime cependant qu'il ne peut poursuivre le mandat de Manchin dans sa totalité et qu'une élection partielle doit être organisée. Souhaitant conserver son poste, il se présente à l'élection du 4 octobre 2011. D'abord donné largement favori, l'écart avec son adversaire républicain Bill Maloney se réduit après de nombreuses publicités négatives diffusées à son encontre. Il est élu gouverneur avec 49,6 % des voix contre 47 % pour Maloney.
Malgré la large victoire de Mitt Romney à l'élection présidentielle, Tomblin est réélu pour un mandat complet lors de l'élection du 6 novembre 2012. Il rassemble 50,5 % des suffrages contre 45,7 % pour Maloney, qui l'affronte à nouveau.